# Oberonia multiflora
Oberonia multiflora är en orkidéart som beskrevs av Henry Nicholas Ridley. Oberonia multiflora ingår i släktet Oberonia och familjen orkidéer. Inga underarter finns listade i Catalogue of Life.